# Eulinognathus hilli
Eulinognathus hilli är en insektsart som först beskrevs av Bedford 1929.  Eulinognathus hilli ingår i släktet Eulinognathus och familjen ledlöss. Inga underarter finns listade i Catalogue of Life.